# Батлер, Октавия
Окта́вия Эсте́лль Ба́тлер (англ. Octavia Estelle Butler; 22 июня 1947 года, Пасадина, Калифорния, США — 24 февраля 2006 года, Санта-Барбара, Лэйк Форест Парк, Вашингтон, США) — одна из самых известных американских чернокожих писательниц-фантастов. В 1995 году стала первым писателем-фантастом, удостоенным стипендии Мак-Артура (англ. MacArthur Foundation «Genius» Grant).

## Биография
Родилась Октавия Батлер в Пасадене (штат Калифорния) 22 июня 1947 года. Отец умер рано, и воспитывала её одна мать. Из-за болезненной застенчивости и развившейся дислексии, Октавия очень плохо училась в средней школе. Затем продолжила своё обучение в Пасаденском колледже (1965—1968 годах). В этот период Октавии Батлер приходилось работать днём, а на вечерних занятиях она изучала литературу. После колледжа поступила в Калифорнийский университет, посещала курсы, но так как «переключилась» на обучение в семинарах, не закончила его. В 1969—1970 годах Батлер занималась в рамках «Программы открытых дверей Гильдии американских сценаристов Запада» (Open Door Program of the Screen Writers' Guild of America, West). Летом 1970 года под патронатом Харлана Эллисона начала посещать знаменитый шестинедельный «Кларионский семинар» (англ. Clarion Science Fiction and Fantasy Writers Workshop) в городе Кларион (штат Пенсильвания). После этого Батлер полностью переключилась на литературу. Долгое время жила в Лос-Анджелес. В восьмидесятых годах была приглашена в СССР в составе делегации американских авторов. В ноябре 1999 года переехала в Сиэтл, где на деньги гранта от Макартуровского общества купила себе дом. Ведя в основном затворнический образ жизни, она являлась частым гостем «Кларионского семинара», состояла членом женского общества «Delta Sigma Theta Sorority», а также состояла консультантом в правлении Музея научной фантастики и Зала славы (англ. Science Fiction Museum and Hall of Fame) в Сиэтле.
В последние годы жизни Октавия Батлер страдала высоким давлением крови и сердечными приступами. Последние десять лет жизни она тратила много денег на лечение болезни, но её охватывала всё большая апатия и сонливость. Её последняя книга — роман «Fledgling» (2005) — вышла через семь лет «литературного затишья».
Октавия Батлер умерла 24 февраля 2006 года в больнице «Northwest Hospital», после припадка, случившегося недалеко от её дома в Лейк-Форест-Парк.

## Творчество
Дебютом был рассказ «Пересечение» (англ. Crossover, 1971), который был опубликован в первой Кларионской антологии. Второй рассказ «Искатель детей» (о войне телепатов друг с другом из-за того, что они не могут скрывать свои помыслы друг от друга), был куплен Харланом Эллисоном для своей антологии «The Last Dangerous Visions», которая так и не увидела свет.
В 1976 году был опубликован первый роман Октавии Батлер — «Хозяин матрицы», история о ближайшем будущем, где Земля стала полем битвы двух враждующих видов сверхлюдей — сфинксоподобных созданий, появившихся благодаря смешению человеческой ДНК с инопланетным вирусом, и мутантов-телепатов, связанных единой телепатической матрицей и содержащих остатки расы немых (обычных людей), как рабов. В последующие годы Батлер написала четыре романа, расширяющих мир Матрицы. Два романа, «Дикое племя» (Wild Seed 1980) и ''«Разум моего разума»'' (Mind of My Mind, 1977) посвящены предыстории появления Хозяев Матрицы, «Клэев ковчег» (англ. Clay's Ark. 1984) — распространению по планете инопланетного вируса, спровоцировавшего появление нового вида-гибрида клэйаровцев. Роман «Выживший» (Survivor, 1978), спинофф о путешествии землян на другую планету с целью спастись от вируса клэева ковчега, был позже исключен самой писательницей из канона серии и не переиздавался с 1978 года. Причиной такого решения стало неудовольствие писательницы использованными ею «научно-фантастическими клише», превратившими роман в эпизод Стар Трека.
Роман 1979 года «Родня» признают самым известным произведением писательницы. Его героиня, чернокожая современница Батлер, совершает путешествие во времени ради спасения белого человека. Волею случая, она попадает из 1976 года в южные штаты прошлого века, где ей на собственном опыте приходится узнать, каково быть рабыней. Интересно, что эта книга несколько раз отклонялась различными издательствами, но позже вошла в программы многих учебных заведений США. В 2004 году вышло юбилейное 25-е издание романа.
С 1998 года у Октавии Батлер было так называемое «литературное затишье». Вышедший после этого роман «Fledgling» (2005) называют одним из лучших переосмыслений вампирского жанра, а также необычным экспериментом по работе с темами расы, свободы, силы, сексуальности и семьи.

#### Циклы и сборники
- Цикл «Выводок Лилит» (англ. Lilith’s Brood), известный так же, как «Ксеногенез» (англ. Xenogenesis trilogy)
  - «Рассвет» (англ. Dawn), 1987 год.
  - «Ритуалы взрослости» (англ. Adulthood Rites), 1988 год.
  - «Имаго» (англ. Imago), 1989 год.
- Цикл «Притчи» (англ. Parable of the Sower Series)[12]
  - «Притча о сеятеле» (англ. Parable of the Sower), 1993 год.
  - «Притча о талантах» (англ. Parable of the Talents), 1998 год.
- Цикл «Семя для сбора урожая» (англ. Patternist series)
  - «Дикое племя» (англ. Wild Seed), 1980 год.
  - «Разум моего разума»(англ. Mind of My Mind), 1977 год.
  - «Клэев ковчег» (англ. Clay's Ark), 1984 год.
  - «Выживший», (англ. Survivor) 1978 год.
  - «Хозяин матрицы» (англ. Patternmaster), 1976 год.
- Сборник «Кровное дитя и другие истории» (англ. Bloodchild and Other Stories, переработанное издание от 1995 года, дополненное), 2005 год.

## Критика
Батлер — оригинальный автор-фантаст и знаковая фигура в современной афроамериканской субкультуре. Она — единственная чернокожая писательница, работающая в жанре научной фантастики, автор десятка романов, радикальный критик и вообще — женщина интересная и бескомпромиссная. «Под Батлер» критики уже придумали целое НФ-направление — «черный киберпанк», единственным (пока) представителем она и является.Независимая газета

## Награды
- 1980 год — Creative Arts Award, L.A. YWCA
- 1984 год — Премия «Небьюла», в номинации Короткая повесть (Novellette) за Кровное дитя (Bloodchild), 1984.
- 1984 год — Премия «Хьюго», в номминации Рассказ (Short Story) за Speech Sounds (1983).
- 1985 год — Science Fiction Chronicle Award, в номинации Короткая повесть (Novellette) за Кровное дитя (Bloodchild), 1984[14].
- 1985 год — Премия «Локус», в номинации Короткая повесть (Novellette) за Кровное дитя (Bloodchild), 1984.
- 1985 год — Премия «Хьюго», в номинации Короткая повесть (Novellette) за Кровное дитя (Bloodchild), 1984.
- 1995 год — Грант «Genius» от фонда МакАртуров.
- 1999 год — Премия «Небьюла», в номинации Роман (Novel) за Parable of the Talents (1998).
- 2000 год — писательская награда от PEN American Center.
- 2017 год — Премия Брэма Стокера в номинации графический роман за Kindred (адаптация Дэмиэна Даффи, 2017 год).
- 2018 год — Премия Айснера в номинации Лучшая адаптация из другого медиума (Best Adaptation from Another Medium) за Kindred (адаптация Дэмиэна Даффи, 2017 год).

11 апреля 2018 года в честь Батлер названа гора на Хароне, спутнике Плутона.

#### Интервью (на английском)
- Snider J. Interview: Octavia E. Butler (англ.). SciFiDimensions (июнь 2004). Дата обращения: 13 мая 2019. Архивировано 17 июня 2008 года.
- Balagun K. Interviewing the Oracle : Octavia Butler (англ.). The Indypendent[англ.] (13 января 2006). Дата обращения: 13 мая 2019.
- Interview with Octavia Butler (англ.) (mp3). Addicted to Race (6 февраля 2006). Дата обращения: 13 мая 2019. Архивировано 11 февраля 2006 года.
- Gonzalez J., Goodman A. Science Fiction Writer Octavia Butler on Race, Global Warming and Religion (англ.). Democracy Now! (11 ноября 2005). Дата обращения: 13 мая 2019. Архивировано 12 ноября 2005 года.
- Simon S. Essay on Racism: A Science-Fiction Writer Shares Her View of Intolerance (англ.). Weekend Edition Saturdaн[англ.] (1 сентября 2001). Дата обращения: 13 мая 2019.
- Octavia Butler: Persistence. Interview from Locus Magazine (англ.). Locus (июнь 2000). Дата обращения: 13 мая 2019.
- Octavia Butler. BSS #15 (англ.). The Bat Segundo Show[англ.] (1 декабря 2005). Дата обращения: 13 мая 2019.